# قانون تصريف المياه

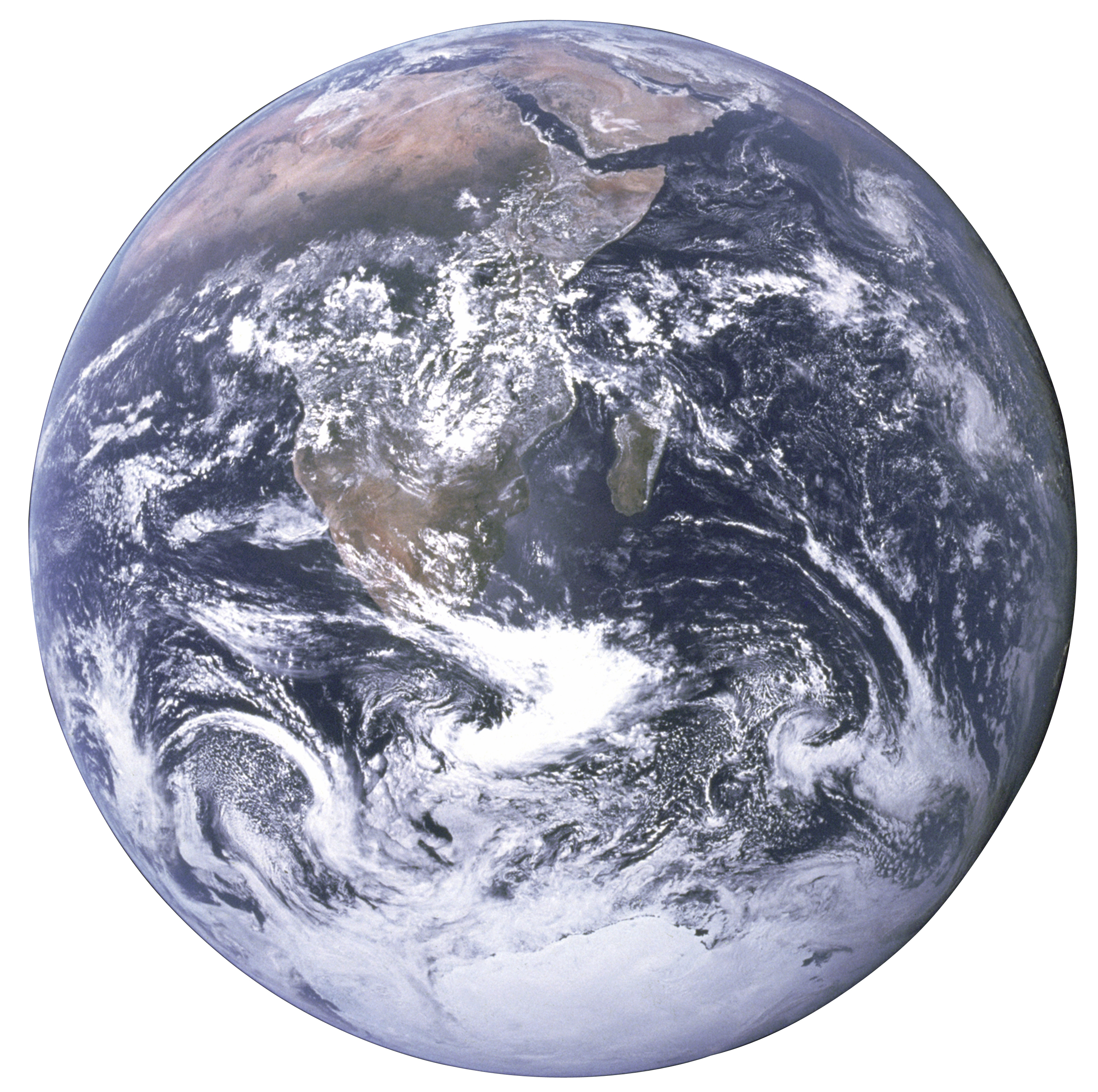
الأرض كما تُرى من أبولو 17 بخلفية شفافة

قانون تصريف المياه هو ناحية محددة من قانون مياه يتعلق بتصريف المياه السطحية في ملكيات عقارية. وهو هام تحديدًا في المناطق التي يندر فيها الماء العذب أو تكون الفضيانات فيها أمرًا شائعًا أو يكون الطلب فيها عاليًا على المياه لغايات زراعية وتجارية.

## في الولايات المتحدة
في الولايات المتحدة، تنظيم الصرف الصحي يجري غالبًا على مستوى الولاية والحكومة المحلية في الولايات المتحدة. إضافة إلى أنه أيًا تكن القوانين والمراسيم المحلية السارية في مكان ما، ثمة ثلاثة مبادئ قانونية أساسية تعترف بها شتى محاكم الولايات. 
في ولاية ميتشيغان، يتمتع قانون الصرف الصحي بأهمية بالغة إذ تنتخب المقاطعات مفوض صرف صحي للإشراف على موارد المياه.

### مبدأ العدو المشترك
مبدأ العدو المشترك هو قانون مستمد من القانون العام الإنجليزي. ينظر القانون أنه بما أن المياه السطحية «عدو مشترك» لملّاك الأراضي، لكل مالك أرض الحق في تغيير مخطط الصرف الخاص بأرضه (على سبيل المثال بناء سدود ترابية وخنادق صرف) دون اعتبار للآثار المترتبة على القسائم المجاورة، ما دامت المياه تتدفق إلى حيث كانت ستتدفق بالشكل الطبيعي. عادةً، يمكن لمالك الأرض أيضًا الاستيلاء على المياه السطحية (مثلًا عبر خزانات مياه الامطار أو السدود)، ولن يكون لدى ملاك الأرض الأدنى سبب إقامة دعوى ما لم يكن تحويل المياه ضارًا. يُطبّق هذا المبدأ تقريبًا في نصف ولايات أمريكا، على الرغم من أن بعض الولايات عدّلت المبدأ لتحميل مالك الأرض مسؤولية ضرر الإهمال على القسائم العائدة إلى ملاك الأراضي المجاورين.

### مبدأ القانون المدني
مبدأ القانون المدني (سُمّي كذلك لأنه مشتق من أنظمة القانون المدني في فرنسا وإسبانيا) هو من الناحية العملية نقيض مبدأ العدو المشترك. ينظر القانون إلى أنه ينبغي على المالك لقسيمة سفلية من الأرض قبول التصريف الطبيعي من القسائم التي تعلوه، ولا يمكنه تغيير مخطط الصرف الخاص بأرضه لزيادة تدفق التصريف إلى قسائم أدنى من قسائمه. لهذا السبب، يُشار إلى هذه المبدأ في بعض الأحيان بـ«مبدأ التدفق الطبيعي».
سيتسبب تطبيق مبدأ القانون المدني في صيغته الأمثل بتثبيط تطور الأرض، بما أنه عمليًا كل تطوير لقسيمة أرض سيحوّل التصريف الطبيعي. ولهذا السبب عُدّل المبدأ في هذه الولايات التي تستخدمه لإتاحة تغيّرات معقولة في التدفق الطبيعي، عادةً لدراسة المصالح المتنافسة لملاك الأراضي المجاورين مع فائدة تطوير القسيمة.

### قاعدة الاستعمال المعقول
تقدّم قاعدة الاستعمال المعقول بديلًا لكل من مبدأ العدو المشترك ومبدأ القانون المدني. وتتيح لمالك الأرض إجراء تحويل «معقول» لمخطط التصريف الخاص بقسيمته، مع مسؤولية تقع فقط حينما يسبب التحويل ضررًا «غير معقول» تجاه القسيمة المجاورة. عادةً ما ينجم عن التخفيف القضائي لمبدأ العدو المشترك ومبدأ القانون المدني مقاربة لمبدأ الاستعمال المعقول.
وبالنظر إلى أن قاعدة الاستعمال المعقول تقدم معيارًا ذاتيًا، تتبنى المحاكم عادةً اختبار موازنة لتحديد إذا ما كان مالك الأرض مسؤولًا عن جيران تحويل التصريف. على سبيل المثال، في ظل إعادة صياغة القانون، كان الاختبار:
1. هل كان هناك ضرورة معقولة لدى مالك الأرض لتحويل التصريف للاستفادة من أراضيه؟
2. هل جرى التحويل بطريقة معقولة؟
3. هل تفوق منفعة سلوك الفاعل إلى حد كبير شدة الضرر على الآخرين؟

## في المملكة المتحدة
في المملكة المتحدة قضى قانون تصريف الأرض لعام 1991 بتصريف الأراضي في إنجلترا وويلز، إلا أنه لم يغطّي شبكة المجاري وإمدادات المياه بل فقط العملية الفعلية لتصريف الأرض نفسها. يُحدّد القانون المسؤول عن الجوانب العديدة لتصريف الأرض والمناطق المختلفة التي يُطبَّق فيها القانون.